# Stereoselettività
In chimica la stereoselettività è la proprietà di una reazione di produrre preferenzialmente un particolare stereoisomero, nonostante si parta da un singolo reagente trattato con un processo non-stereospecifico che potrebbe dare più stereoisomeri. È importante non confondere la stereoselettività con la stereospecificità, che si basa invece sull'uso iniziale di un particolare stereoisomero in modo da poter controllare il prodotto finale della reazione.
La stereoselettività nasce dalle differenze negli effetti sterici ed elettronici fra i diversi meccanismi che portano ai differenti stereoisomeri. Uno o più di questi verranno prediletti per via di una più bassa energia di attivazione. Quando i prodotti finali sono diastereoisomeri si misura la preferenza della reazione tramite l'eccesso diastereomerico. 
Si parla di enantioselettività quando i prodotti finali sono enantiomeri e la reazione produce un eccesso enantiomerico: in questo caso è necessario utilizzare un reagente o un catalizzatore chirale, poiché è impossibile introdurre enantioselettività partendo da un racemo.

## Definizione IUPAC
(IUPAC Gold Book (EN) )
Stereoselettività: La formazione preferenziale, in una reazione chimica, di uno stereoisomero piuttosto che un altro. Quando gli stereoisomeri sono enantiomeri, il fenomeno è chiamato enantioselettività ed è quantitativamente espresso da un eccesso di un enantiomero; quando sono diastereoisomeri, è chiamato diastereoselettività ed è quantitativamente espresso da un eccesso di un diastereoisomero.

## Esempio
La seguente deidroalogenazione del 2-iodobutano (il reagente è un racemo) forma 60% trans-2-butene e 20% cis-2-butene per via della preferenza ai livelli sterici ed elettronici di avere i due gruppi metili in posizione anti durante il meccanismo di eliminazione. Il prodotto ulteriore, l'1-butene, è un isomero di struttura.